# دانه‌خوار سیاه‌وگندمی
دانه‌خوار سیاه‌وگندمی (نام علمی: Sporophila nigrorufa) نام یک گونه از سرده دانه‌خوارهای نمادین است.